# 尊済法親王
尊済法親王（そんさいほっしんのう、嘉元2年（1304年）- 元徳元年9月10日（1329年10月3日））は、鎌倉時代末期の法親王。天台宗。後二条天皇の第五皇子で、母は宮人・藤原公親の娘。初名は永尊。常喜院と号す。
円満院に入り、元亨2年12月19日（1322年1月26日）に一身阿闍梨に補任されるが、元徳元年（1329年）9月10日に26歳で薨去した。